# John Lawrence Erb
John Lawrence Erb (Reading, Pennsilvània, 5 de febrer de 1877 - Eugene, Oregon, 17 de març de 1950) fou un músic estatunidenc.
Feu els seus estudis en Pottstow i Nova York. Es doctorà en música per la Universitat de Wooster el 1921. Va ser organista, director de diversos Conservatoris, President de la federació de Clubs musicals i autor: 
- una biografia sobre Johannes Brahms (1905);
- Hymns and Church Music (1910);
- The Elements of Harmony (1911);
- Music Appreciation for the Student (1925);
- Titans of Freedom, amb la col·laboració de W. C. Langdon (1918);
- i un gran nombre de peces per a orgue i piano, així com articles de teoria crítica musical en revistes professionals.